# Davis-Piedmont-Gletscher
Der Davis-Piedmont-Gletscher ist ein 16 km langer und 6,5 km breiter Vorlandgletscher an der Pennell-Küste im Norden des ostantarktischen Viktorialand. Er liegt nördlich des Missen Ridge. 
Benannt ist er nach John E. Davis, Second Master unter James Clark Ross bei dessen Antarktisexpedition (1839–1842). Die ursprüngliche Bezeichnung „Kap Davis“ wurde vom Advisory Committee on Antarctic Names und dem New Zealand Antarctic Place-Names Committee 1970 aufgehoben und auf den Gletscher übertragen.